# 冉斯登目镜
冉斯登目镜（R式或SR式目镜）是一种两片组的目镜，由两块尺寸、光学玻璃牌号均相同的平凸透镜组成。这种目镜能够消除畸变和色差，有效地降低球差，可以安装十字丝或分划板作为测微目镜和导引目镜。但视场不大，而且场镜平面距离视场光栏很近，场镜上的灰尘能够在视场中直接看到。冉斯登目镜属于第一代目镜，结构简单，价格低廉，特别适合于小型望远镜使用。